# Ярета
Ярета (Azorella compacta, також відома як Llareta іспанською або Azorella yareta — історична назва) — крихітна квіткова рослина родини окружкових родом з Південної Америки, екорегіон Пуна в Андах — Перу, Болівія, північ Чилі і захід Аргентини в межах 3200 — 4500 метрів над рівнем моря.
Ярета — вічнозелена багаторічна рослина, з рожевими або лавандового кольору квітами, гермафродит (має як чоловічі, так і жіночі органи), запилюється комахами.
Щоб знизити втрати тепла в умовах вкрай холодних світанків на цій висоті, листки рослини дуже щільно прилягають один до одного, окрім цього вони притискаються якомога ближче до землі, де температура повітря на декілька градусів вище середньої температури цієї екосистеми.
Швидкість росту рослин недавно була оцінена в приблизно 1,5 сантиметра на рік (Kleier і Rundel 2004). Багато рослин ярета мають вік понад 3 000 років.
Життєва форма цього виду — рослина-подушка.

## Ресурси Інтернету
- Ярета [Архівовано 7 жовтня 2011 у Wayback Machine.] // Discovery Жива планета
- Azorella compacta pictures from Chile [Архівовано 29 серпня 2006 у Wayback Machine.] (ісп.)
- Microsite requirements, population structure and growth of the cushion plant Azorella compacta in the tropical Chilean Andes [Архівовано 11 серпня 2011 у Wayback Machine.] (англ.)

| Кріп | Це незавершена стаття про окружкові. Ви можете допомогти проєкту, виправивши або дописавши її. |